# Schwere Panzer-Abteilung 505
De Schwere Panzer-Abteilung 505 was een zelfstandig opererend Duits tankbataljon in de Tweede Wereldoorlog. Het bataljon was uitsluitend actief in de oorlog tegen de Sovjet-Unie aan het Oostfront. 

## Formatie

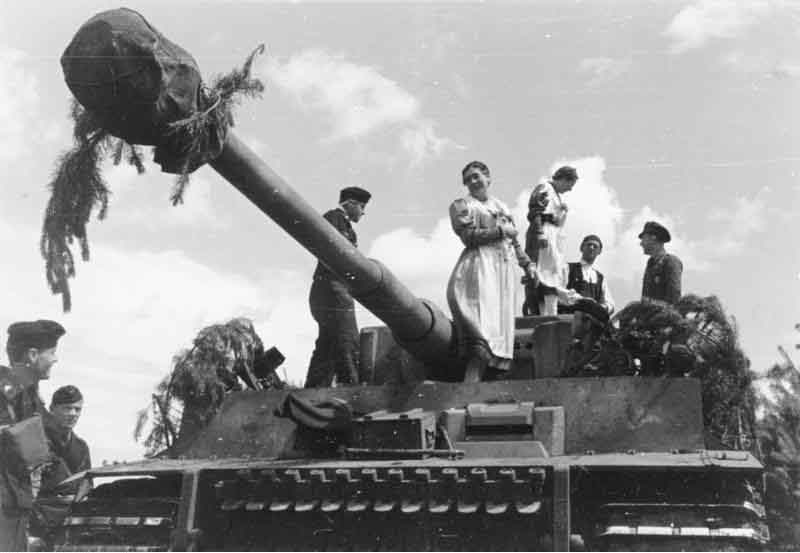
Panzer VI "Tiger I" bij Brjansk in mei 1943

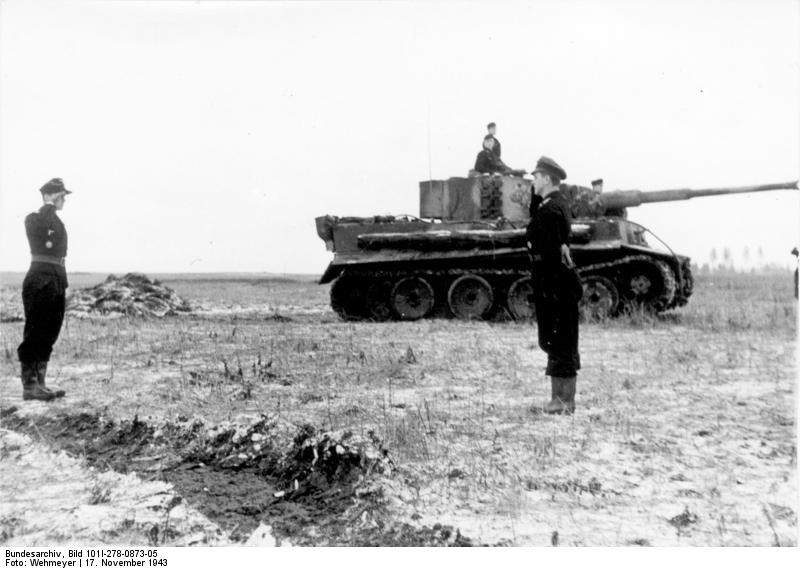
Oberleutnant Knauth krijgt het Ritterkreuz op 17 november 1943

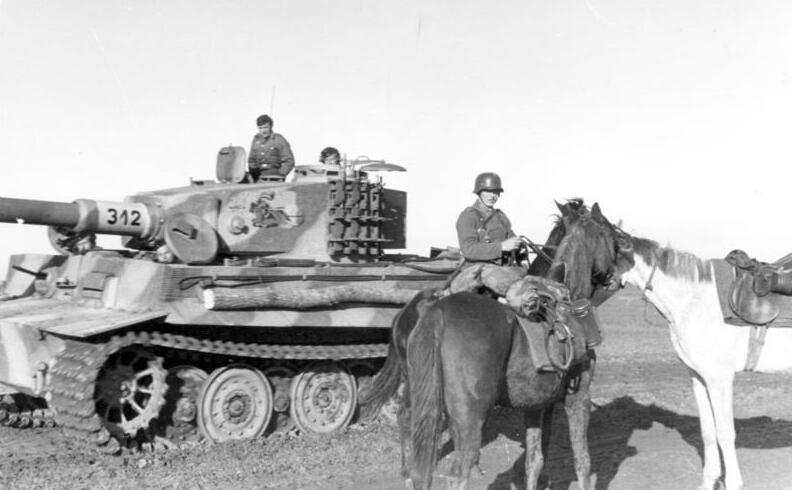
Panzer VI "Tiger I" van de Schwere Panzer-Abteilung 505 in maart 1944

De Schwere Panzer-Abteilung 505 werd op 12 februari 1943 in Fallingbostel gevormd op basis van eenheden van de 3e en 26e Pantserdivisies van de Wehrmacht. Het bataljon bestond organisatorisch uit een hoofdkwartier, een hoofdkwartiercompagnie, twee zware tankcompagnieën en een vuursteuncompagnie en bereidde zich vanaf het begin voor om naar Noord-Afrika te worden gestuurd. Na de overgave van de Duits-Italiaanse troepen in Tunesië begon echter met de voorbereidingen voor actie aan het Oostfront. Het bataljon beschikte op dat moment over 20 PzKpfw VI Ausf. E "Tiger I" en 25 PzKpfw III Ausf. L. Op 3 april 1943 begon het proces van het vormen van de 3e compagnie van het bataljon.

## Operaties
De eerste operatie van het bataljon was deelname aan Operatie Citadel als onderdeel van het 46e Pantserkorps van het 9e Leger, dat oprukte tegen de noordkant van de Koersk-saillant. Vóór het begin van de strijd werd het bataljon opgenomen in de gecombineerde Panzerbrigade 21, die ook twee Sturmgeschütz-Abteilungen omvatte. Toen het bataljon de strijd aanging nabij het dorp Vesely, beschikte het over 31 zware Tiger-tanks en 15 PzKpfw III-tanks. De 3e compagnie voegde zich op 7 juli bij het bataljon, midden in de gevechten. 
Na de Slag om Koersk werd het bataljon overgebracht naar de regio Smolensk. In augustus-september 1943 vocht het bataljon in deze regio zware veldslagen, eerst bij Kromy. Daar brak een hevige tankslag uit, waarin het bataljon na op 4 en 5 augustus twee Tiger-tanks in twee dagen te hebben verloren, erin slaagde ongeveer negen Sovjettanks uit te schakelen. In de slopende veldslagen bij Smolensk raakte de kracht van het bataljon langzaam uitgeput, en de verliezen bedroegen gedurende deze tijd 16 Tiger-tanks. Op 15 september sneuvelde de bataljonscommandant, Hauptmann von Nostitz-Wallnitz door een granaatsplinter oostelijk van Devotsjkino. Vier dagen later vertrok de eenheid richting Orsja, waar vanaf 20 september de 330e Infanteriedivisie ondersteund werd. Een week later beschikte het bataljon weer over 30 Tiger-tanks. Op 12 oktober 1943 waren er 16 Tiger-tanks inzetbaar. Tussen 23 en 26 december 1943 verplaatste het bataljon zich naar Vitebsk. Tot 31 januari 1944 claimde het bataljon 446 vijandelijke tanks te hebben vernietigd. Het bataljon was een vitaal deel van de verdediging rond Vitebsk in deze winter. Op 12 maart verplaatste het bataljon weer naar Orsja en kreeg vlak daarna weer 11 nieuwe Tiger-tanks toebedeeld. In april werd het bataljon naar het gebied Kovel overgebracht en bleef daar 2 maanden. 
Na de start van Operatie Bagration op 22 juni 1944 werd het bataljon meteen op treintransport gezet om te proberen dit Sovjetoffensief tegen te houden. Eenheden van het bataljon vochten nabij Borisov en vervolgens in het gebied  Molodetsjno – Lida – Augustów. Op 25 juni 1944 vernietigden de tanks van het bataljon 34 Sovjettanks. In de veldslagen op het grondgebied van Wit-Rusland verloor het bataljon al zijn pantservoertuigen en op 7 juli 1944 werd het bataljon van het front teruggetrokken voor hervorming. Dit gebeurde in de Heimat in  Ohrdruf. In juli-augustus 1944 ontving het bataljon daar 45 stuks PzKpfw VI Ausf. B "Tiger II"-tanks.
Begin september 1944 werd het bataljon dan weer op transport gezet naar het Oostfront en bereikte op 11 september Nasielsk in Polen. Hier kwam het bataljon onder bevel van de 24e Pantserdivisie bij het Sovjetbruggenhoofd bij Serock aan de Narew. Hier werd verdedigd en in begin oktober tegenaanvallen uitgevoerd. Op 11 oktober volgde dan treintransport naar Wirballen. Eind oktober 1944 veroverde de 5e Pantserdivisie ondersteund door het bataljon tijdens de Gumbinnen-Goldap Operatie van de Sovjets de stad Gumbinnen.
Op 9 november 1944 ging het bataljon in reserve en werd gelegerd in Schardingen en Wangenheim. Op 13 januari 1945 lanceerde het Rode Leger zijn Oost-Pruisenoffensief. Zes dagen later werd het bataljon verplaatst naar Angerapp en werd toegevoegd aan de 5e Pantserdivisie en samen probeerden deze eenheden de opmars van de Sovjets naar Samland  tegen te houden. Toch werden ze teruggedrongen en tegen eind januari 1945 ingesloten in Koningsbergen. Medio februari waren de twee eenheden beslissend in de opening van een corridor naar de stad, waardoor het beleg opgeheven werd. Tijdens het beslissende Sovjet Samlandoffensief probeerde het bataljon nog de opmars te stuiten, maar tevergeefs en werd samengedreven op het Peyse-schiereiland in Samland.

## Einde
De Schwere Panzer-Abteilung 505 werd vernietigd op 16 april 1945 bij Peyse. Slechts enkele soldaten van het bataljon wisten het schip te bereiken dat naar Pillau voer.
Tijdens zijn bestaan claimde het bataljon de vernietiging van 900 tanks tegen een eigen verlies van 126 tanks en kwam daarmee op een kill/loss ratio van 7,14.

## Succesvolle tankcommandanten
- Karl-Wilhelm Knauth (zou meer dan 101 tanks vernietigd hebben, het exacte aantal is onbekend)
- Heinz Mausberg (zou meer dan 50 tanks vernietigd hebben, het exacte aantal is onbekend)

## Commandanten
| Rang         | Naam                                    | Begin             | Eind                |
| ------------ | --------------------------------------- | ----------------- | ------------------- |
| Major        | Bernhard Sauvant                        | februari 1943     | 13 augustus 1943    |
| Hauptmann    | Hans-Christoph von Carlowitz-Hartitzsch | 14 augustus 1943  | 29 augustus 1943    |
| Hauptmann    | Eckart von Nostitz-Wallnitz             | 29 augustus 1943  | 19 september 1943 † |
| Oberleutnant | Majuntke                                | 19 september 1943 | 29 september 1943   |
| Hauptmann    | Werner Freiherr von Beschwitz           | 29 september 1943 | 16 november 1943    |
| Major        | Otto-Friedrich Senfft von Pilsach       | 16 november 1943  | 16 april 1945       |

Major Sauvant raakte gewond en werd vervangen door Hauptmann von Carlowitz-Hartitzsch (die op dat moment Stabsoffizier f. Pz.-Bekämpfung bij het 9e Leger was. Hauptmann von Nostitz-Wallnitz sneuvelde door een granaatsplinter oostelijk van Devotsjkino. Oberleutnant Majuntke nam daarna tijdelijk waar.